# Września

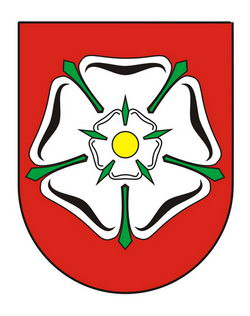
Stemă

Września este un oraș în Polonia.